# Matrimonio a Long Island
Matrimonio a Long Island, è un film del 2018 scritto e diretto da Robert Smigel.
Una commedia divertente in cui il padre della sposa vuole organizzare un matrimonio perfetto alla figlia. Fanno parte del cast principale Adam Sandler, Chris Rock e Steve Buscemi.

## Trama
Due padri con punti di vista contrastanti sull'imminente matrimonio dei loro figli provano a mantenere i nervi saldi durante la caotica settimana prima del gran giorno.

## Distribuzione
Il film è stato distribuito il 27 aprile 2018 su Netflix, in tutti i territori in cui il servizio è disponibile.